# Odontanthias cauoh
Odontanthias cauoh là một loài cá biển thuộc chi Odontanthias trong họ Cá mú. Loài này được mô tả lần đầu tiên vào năm 2016.

## Từ nguyên
Từ định danh cauoh bắt nguồn từ “Carolina”, tên thường gọi bởi các ngư dân đặt cho loài cá này, rút ngắn thành biệt danh Cauó của con gái (tên Ana Carolina) của tác giả Carvalho-Filho.

## Phân bố
O. cauoh là loài đặc hữu của quần đảo São Pedro và São Paulo (Brasil) ở Trung Đại Tây Dương.

## Mô tả
Chiều dài chuẩn (SL: standard length) lớn nhất được ghi nhận ở O. cauoh là 16,75 cm. Cá có màu đỏ cam, phớt hồng ở bụng, ngực, hàm trên và hàm dưới. Mống mắt đỏ, có vòng màu vàng tươi bao quanh con ngươi. Đầu có 3 sọc ngang màu vàng, đứt đoạn ở cuối. Vây ngực có màu đỏ cam. Vây lưng màu đỏ với màng bao từ gai thứ nhất đến gai thứ năm màu trắng. Vây bụng đỏ cam, có nhiều đốm trắng ở màng giữa tia thứ tư và tia thứ năm và viền trắng ở gai trước. Vây hậu môn chủ yếu có màu đỏ, hơi ánh cam. Vây đuôi có màu đỏ cam pha chút vàng.
Số gai ở vây lưng: 10; Số tia vây ở vây lưng: 1517; Số gai ở vây hậu môn: 3; Số tia vây ở vây hậu môn: 7; Số gai ở vây bụng: 1; Số tia vây ở vây bụng: 5; Số tia vây ở vây ngực: 20; Số vảy đường bên: 38.